# Sitno (gemeente)
De gemeente Sitno is een landgemeente in het Poolse woiwodschap Lublin, in powiat Zamojski.
De zetel van de gemeente is in Sitno.
Op 30 juni 2004 telde de gemeente 6775 inwoners.

## Oppervlakte gegevens
In 2002 bedroeg de totale oppervlakte van gemeente Sitno 112,07 km², waarvan:
- agrarisch gebied: 83%
- bossen: 11%

De gemeente beslaat 5,99% van de totale oppervlakte van de powiat.

## Demografie
Stand op 30 juni 2004:
| Omschrijving                   | Totaal | Totaal | Vrouwen | Vrouwen | Mannen | Mannen |
| ------------------------------ | ------ | ------ | ------- | ------- | ------ | ------ |
| eenheid                        | aantal | %      | aantal  | %       | aantal | %      |
| inwoners                       | 6775   | 100    | 3415    | 50,4    | 3360   | 49,6   |
| bevolkingsdichtheid (inw./km²) | 60,5   | 60,5   | 30,5    | 30,5    | 30     | 30     |

In 2002 bedroeg het gemiddelde inkomen per inwoner 1319,78 zł.

## Plaatsen
Boży Dar, Cześniki, Cześniki-Kolonia, Czołki, Horyszów-Nowa Kolonia, Janówka, Horyszów Polski, Horyszów-Stara Kolonia, Jarosławiec, Karp, Kornelówka, Rozdoły, Sitno, Sitno-Kolonia, Stabrów, Stanisławka, Wólka Horyszowska

## Aangrenzende gemeenten
Grabowiec, Komarów-Osada, Łabunie, Miączyn, Skierbieszów, Zamość, Zamość